# Serbisk-ortodokse kirke
Den Serbisk-Ortodokse Kirke (serbisk: Српска православна црква / Srpska pravoslavna crkva) er den nationale kirke i Serbien og tilhører de autokefale ortodokse kirker. Den er verdens næstældste slavisk-ortodokse kirke og ledes af det serbiske patriarkat samt synoden i Beograd. Idet mange serbere er emigreret til fremmede lande, har kirken en række trossamfund over hele verden, bl.a. Den Serbisk Ortodokse Kirke i Danmark, der hører under stiftet Storbritannien-Skandinavien.
Grundlægger af Den Serbisk-Ortodokse Kirke regnes for at være apostlen Andreas. Kirken hævder at være i besiddelse af mange betydningsfulde kristne relikvier, eksempelvis Johannes Døberens højre hånd, Sankt Jørgens hånd og kranium samt liget af Sankt Basil.